# Ревінь лікарський
Ревінь лікарський (Rheum officinale) — вид квіткових рослин родини гречкові (Polygonaceae). У природі вид росте у Китаї.

## Опис
Ревінь лікарський — висока, понад два метри, багаторічна трав'яниста рослина з дуже розвиненою кореневою системою. Прикореневе листя зібране в розетку. Квітки утворюють суцвіття на кінцях стебел. Цвіте в травні — початку червня. Ревінь — хороший медонос. Плоди — тригранні горішки з більш-менш розвиненими крильцями різних відтінків.

## Використання
Культивується як харчова рослина. Як лікувальний засіб у народі не є особливо популярним, хоча й застосовується для лікування катарів шлунку з недостатньою кислотністю, при запорах, при кишкових захворюваннях, при недокрів'ї й навіть при туберкульозі. Крім того, у народі застосовують його при склерозі, при артритах і в інших випадках, очевидно, без особливої користі.